# Suonenjoki
Suonenjoki es una ciudad y municipio de Finlandia ubicado en la región de Savonia del Norte.
En 2022, el municipio tenía una población de 6765 habitantes, de los que unos cinco mil vivían en la propia ciudad.
Se ubica unos 40 km al suroeste de la capital regional Kuopio, sobre la carretera E63 que lleva a Jyväskylä.

## Historia
Tiene su origen en un área rural que se cree que había servido de hito fronterizo en el tratado de Nöteborg de 1323. La zona comenzó a habitarse notablemente a partir del siglo XVI, y en el siglo XVIII ya había un pueblo con capilla. El municipio fue fundado en 1865, cuando el pueblo ya tenía cuatro mil habitantes. Se desarrolló como poblado ferroviario a partir de 1889, cuando se abrió una estación conectada al ferrocarril de Savonia. El pueblo basaba tradicionalmente su economía en los aserraderos, hasta que en la década de 1940 se desarrolló el cultivo de fresas. Recibió derechos de mercado en 1967 y tiene el título de ciudad desde 1977.